# Angelo Ballini
Angelo Ballini (fl. XX secolo) è stato un calciatore italiano, di ruolo terzino.

## Carriera
A cavallo della prima guerra mondiale ha disputato due campionati di Prima Categoria Lombarda: nel 1914-1915 nella Libertas Milano e nella stagione 1919-1920 con la maglia del Brescia.